# Humani generis
Humani generis (s podtitulem O některých falešných názorech, které podkopávají základy katolické nauky) je encyklika papeže Pia XII. vydaná 12. srpna 1950. Jde o jednu z nejvýznamnějších a dodnes aktuálních encyklik tohoto papeže, která je hojně citována např. v dokumentech Druhého vatikánského koncilu, encyklikách papežů Pavla VI. a Jana Pavla II. a Katolickém katechismu.
Encyklika se vyrovnává jednak s existencí evoluční teorie, dogmatickým relativismem, existenciálními filosofickými proudy a tzv. novou teologií, jednak zdůrazňuje stěžejní roli Magisteria a papežského úřadu a obhajuje tomistickou filosofii.
Česky vyšla encyklika dvakrát, jednou za komunistického režimu ve velmi omezeném nákladu samizdatového strojopisu, podruhé ji v roce 2004 v překladu Efréma Jindráčka vydala Matice cyrilometodějská.

## Jméno
Encykliky se tradičně pojmenovávají podle prvních dvou slov svého originálního textu. Humani generis znamená česky lidské pokolení – v latinském originálu se totiž tato slova, v českém překladu přesunutá až do první vložené vedlejší věty, vyskytují na počátku.

## Evoluční teorie a stvoření člověka
Nejvýznamnější části encykliky Humani generis jsou ty, kde se vyrovnává s existencí evoluční teorie a upřesňuje stanoviska katolické nauky ohledně stvoření člověka.
O evoluční teorii mluví encyklika na dvou místech. Poprvé v odstavci 4 konstatuje, že ač evoluce nebyla spolehlivě prokázána ani v oboru přírodních věd, stal se evolucionismus (filosofická aplikace modelu evoluce na lidskou společnost) zbraní komunistů, kteří jí podkládají svůj dialektický materialismus, a podkládá teze o evoluci celého světa. Evolucionismem se dále zabývá v odstavci pátém.
Po druhé se k ní a příbuzným tématům vrací v odstavcích 35-37, v nichž stanoví, že samotný princip evoluce není v rozporu s katolickým učením, pokud je chápán jako proces vzniku lidského těla, že však zároveň katolická církev musí trvat na tom, že lidské duše jsou bezprostředně stvořeny Bohem.
Zdůrazňuje však opatrnost při přijímání hypotéz dosud neprokázaných a dodává, že je vyloučeno přijímat ty hypotézy, které odporují nauce Bohem zjevené, a že zjištěná fakta musí být konfrontována a vykládána v souladu s katolickou naukou. V odstavci 37 odmítá možnost, že by mohli existovat lidé, kteří nemají původ odvozen od Adama.